# Ecleora brandti
Ecleora brandti är en fjärilsart som beskrevs av Eugen Wehrli 1941. Ecleora brandti ingår i släktet Ecleora och familjen mätare. Inga underarter finns listade i Catalogue of Life.